# Грејс Ривер (Вашингтон)
Грејс Ривер (енгл. Grays River) насељено је место без административног статуса у америчкој савезној држави Вашингтон.

## Демографија
По попису из 2010. године број становника је 263.
| Група             | 2000.    | 2010.       |
| Белци             | 0 (0,0%) | 243 (92,4%) |
| Афроамериканци    | 0 (0,0%) | 1 (0,4%)    |
| Азијати           | 0 (0,0%) | 3 (1,1%)    |
| Хиспаноамериканци | 0 (0,0%) | 7 (2,7%)    |
| Укупно            | 0        | 263         |